# Омельченко, Игорь Станиславович
Игорь Станиславович Омельченко (1 сентября 1963) — советский и российский футболист, защитник.

## Биография
В юношеском возрасте выступал за дублирующий состав «Памира» и за Центр олимпийского резерва (Душанбе). Участник Спартакиады народов СССР 1983 года в составе команды Таджикской ССР. С 1983 года выступал в соревнованиях мастеров во второй лиге СССР за клубы «Хива» и «Пахтакор» (Курган-Тюбе). В 1985—1986 годах играл в соревнованиях КФК за армейский клуб «Звезда» (Таллин) и в 1986 году стал победителем чемпионата Эстонской ССР. С 1986 года также играл во второй лиге за «Спорт» (Таллин).
В июне 1987 года вернулся в «Памир», игравший в первой лиге СССР. В 1988 году со своим клубом стал победителем первой лиги, но сыграл в том сезоне только пять матчей. 30 марта 1989 года провёл единственный матч за «Памир» в высшей лиге против минского «Динамо», заменив на 88-й минуте Юрия Батуренко.
В апреле 1989 года перешёл в «Нефтяник» (Фергана), с которым одержал победу в зональном турнире второй лиги. Затем играл за клубы второй низшей лиги «Регар-ТадАЗ» (Турсунзаде) и «Кубань» (Тимашевск). После распада СССР провёл один сезон в первой лиге Украины за полтавскую «Ворсклу», а также играл в низших лигах России. В 1995 году был капитаном «Изумруда» (Тимашевск), ставшего чемпионом России среди любителей.